# Seeboldia korgosella
Seeboldia korgosella är en fjärilsart som beskrevs av Émile Louis Ragonot 1887. Seeboldia korgosella ingår i släktet Seeboldia och familjen mott. Inga underarter finns listade i Catalogue of Life.